# Province de Fermo
La province de Fermo est une province italienne situé dans la région des Marches, et dont le chef-lieu est la ville de Fermo.

## Communes
- Altidona
- Amandola
- Belmonte Piceno
- Campofilone
- Falerone
- Fermo
- Francavilla d'Ete
- Grottazzolina
- Lapedona
- Magliano di Tenna
- Massa Fermana
- Monsampietro Morico
- Montappone
- Montefalcone Appennino
- Montefortino
- Monte Giberto
- Montegiorgio
- Montegranaro
- Monteleone di Fermo
- Montelparo
- Monte Rinaldo
- Monterubbiano
- Monte San Pietrangeli
- Monte Urano
- Monte Vidon Combatte
- Monte Vidon Corrado
- Montottone
- Moresco
- Ortezzano
- Pedaso
- Petritoli
- Ponzano di Fermo
- Porto San Giorgio
- Porto Sant'Elpidio
- Rapagnano
- Santa Vittoria in Matenano
- Sant'Elpidio a Mare
- Servigliano
- Smerillo
- Torre San Patrizio

## Géographie
Bordée par la mer Adriatique à l'est, elle borde la province de Macerata au nord-ouest et la province d'Ascoli Piceno au sud.

## Histoire
En 2004 la loi n. 147 a reconstitué la province de Fermo, avec des frontières différentes de celles de la province supprimée en 1860. La province de Fermo a commencé à fonctionner en 2009, avec l'élection du premier conseil provincial et l'activation de nombreux bureaux périphériques de l'état, comprenant la préfecture, la préfecture de police et les commandements provinciaux de police et les caisses de sécurité sociale et financière de l'état.